# MaK G 700 C
A MaK G 700 C háromtengelyes dízel-hidraulikus tolatómozdony-sorozat, melyet a Maschinenbau Kiel (MaK) gyártott 1966 és 1976 között, összesen 14 példányban. A G 700 C a MaK második típusprogramjának kettő háromtengelyes mozdonya közül a nagyobb teljesítményű, a gyengébb a G 500 C típusnevet kapta. A sorozat a német járműnyilvántartásban a 98 80 0263 számmal szerepel.

## Történet
Ezt a típust a kisebb teljesítményű MaK G 500 C változattal együtt a MaK 1966-tól gyártotta a kieli üzemében a 450 C továbbfejlesztéseként. A G 500 C és a G 700 C az utóbbiban a turbófeltöltővel elért nagyobb névleges teljesítményt leszámítva megegyezik.
A 14 legyártott mozdonyt elsősorban nagyobb, különösen szén- és acélipari vállalatoknak szállították. A G 700 C a MaK második típusprogramjába tartozik. Az előző generációs típusokkal ellentétben az erőátvitel nem csatlórudakon, hanem kardántengelyeken keresztül történik. A típusjelölési séma az erőátvitel típusából, a metrikus lóerőben kifejezett névleges teljesítményből, illetve a tengelyelrendezésből áll.

## Műszaki részletek
A vezetőfülke két egyenlőtlen hosszúságú géptér között kapott helyet, a hosszabb géptérben a motor, míg a rövidebben a segédgépek kaptak helyet.
A G 700 C egy soros hathengeres, négyütemű, turbófeltöltött MaK „6 M 282 A” típusú dízelmotorral, illetve egy Voith „L 4r4” típusú hajtóművel rendelkezik.

## Üzemeltetők
A mozdonyokat elsősorban nagyobb szén- és acéliparban tevékenykedő vállalatok használták tolatási és transzferfeladatokra. A típus több példányát is Németországon kívüli vállalatoknak adták el. Négy mozdony kapott UIC-pályaszámot: az 500054, az 500057, az 500068 és az 500075 gyári számú egységek. Kettő példányt selejteztek, illetve kettőnek ismeretlen a holléte.
| MaK G 700 C mozdonyok listája |             |                                  |                                       |                                                                                               |
| Gyártási szám                 | Gyártás éve | Első üzemeltető                  | Legutóbbi üzemeltető                  | Megjegyzés                                                                                    |
| 500043                        | 1966        | ARBED „36“                       | Silo P. Kruse Betriebs-GmbH & Co. KG. | Holléte ismeretlen                                                                            |
| 500044                        | 1966        | ARBED „38“                       | Daxi S.A.                             | Holléte ismeretlen                                                                            |
| 500046                        | 1967        | ARBED „37“                       | MEG „25“                              |                                                                                               |
| 500047                        | 1967        | HIP „31“                         | Euro Ferroviaria „T 8025“             |                                                                                               |
| 500049                        | 1967        | ARBED „4“                        | ArcelorMittal Bremen „22“             | A 2010-es években letétbe helyezték, majd alkatrészbányaként használták, 2014-ben selejtezték |
| 500053                        | 1970        | VRS „3“                          | RSVG „3“                              |                                                                                               |
| 500054                        | 1970        | WWW „4“                          | DPR                                   | UIC-pályaszáma: 98 80 0263 007-3 D-DPR                                                        |
| 500057                        | 1972        | NE „IV“                          | Otto Rentschler                       | UIC-pályaszáma: 98 80 0263 008-1 D-NRAIL                                                      |
| 500058                        | 1972        | VRS „4“                          | RSVG „4“                              |                                                                                               |
| 500067                        | 1975        | Krupp Stahl AG „831“             | Luka Koper d.d. „LK 2“                |                                                                                               |
| 500068                        | 1975        | Krupp Stahl AG                   | EVB „263 011“                         | UIC-pályaszáma: 98 80 0263 011-5 D-EVB                                                        |
| 500069                        | 1977        | Voest-Alpine Montan              | GKB „DH 700.1“                        | A 2010-es években letétbe helyezték, 2021 áprilisában selejtezték                             |
| 500075                        | 1975        | MaK                              | WHE „DH 700.1“                        | UIC-pályaszáma: 98 80 0263 013-1 D-WHE                                                        |
| 500076                        | 1976        | Ferrovie Udine Cividale „Ld 405“ | Ferrovie Udine Cividale „Ld 405“      |                                                                                               |

## Fordítás
- Ez a szócikk részben vagy egészben  a   MaK G 700 C című német Wikipédia-szócikk ezen változatának fordításán alapul.  Az eredeti cikk szerkesztőit annak laptörténete sorolja fel. Ez a jelzés csupán a megfogalmazás eredetét és a szerzői jogokat jelzi, nem szolgál a cikkben szereplő információk forrásmegjelöléseként.